# Kiskassa
Kiskassa é um município da Hungria, situado no condado de Baranya. Tem 13,33 km² de área e sua população em 2019 foi estimada em 219 habitantes.